# Brion James
Brion Howard James (Redlands, California, 20 de febrero de 1945-Malibu, 7 de agosto de 1999) fue un actor estadounidense, de Estados Unidos de Norteamérica. 

## Carrera cinematográfica
Conocido por interpretar personajes de carácter o tipos rudos, como el papel de Leon Kowalski en la película Blade Runner, James retrató una variedad de papeles vistosos en películas conocidas como Límite: 48 horas, Another 48 Hrs., Tango & Cash, Silverado, Red Heat y The Player. La presencia en pantalla de James y su físico formidable de 1.90 m. de altura, por lo general causaban en el casting impresión de ser fuerte. Su aparición se producía con más frecuencia en los films de horror de bajo presupuesto y en películas de acción a lo largo de los años 80 y 90. James apareció en más de 100 películas antes de que su vida fuera cortada por un ataque fatal al corazón.

## Filmografía parcial

### Cine
- Heist (1998)
- El quinto elemento (1997)
- Cyberjack (1995)
- Hong Kong 97 (1994)
- Future Shock (1994)
- Striking Distance (1993)
- The Player (1992)
- Another 48 Hrs. (1990)
- Tango & Cash (1989)
- Red Scorpion (1989)
- The Horror Show (1989)
- Red Heat (1988)
- Steel Dawn (1987)
- Cherry 2000 (1987)
- Armed and Dangerous (1986)
- Flesh & Blood (1985)
- Enemigo mío (1985)
- Crimewave (1985)
- A Breed Apart (1984)
- 48 Hrs. (1982)
- Blade Runner (1982)
- Southern Comfort (1981)
- El cartero siempre llama dos veces (1981)
- The Jazz Singer (1980)
- Wholly Moses! (1980)
- Kiss Meets the Phantom of the Park (1978)
- Corvette Summer (1976)
- Bound for Glory (1976)
- Nickelodeon (1976)
- Treasure of Matecumbe (1976)
- Harry and Walter Go to New York (1976)
- Blue Sunshine (1976)

### Televisión
- Millennium (1998)
- Walker, Texas Ranger (1997)
- Superman: The Animated Series (1996)
- Silk Stalkings (1994)
- Highlander: The Series (1994)
- Renegade (1993)
- Hunter (1991)
- Miami Vice (1988)
- Sledge Hammer! (1988)
- Matlock (1987)
- The Hitchhiker (1987)
- Dynasty (1986)
- Amazing Stories (1985)
- The A-Team (1985)
- The Fall Guy (1985)
- The Dukes of Hazzard (1984)
- Quincy, M.E. (1982)
- Little House on the Prairie (1982)
- CHiPs (1981)
- Benson (1981)
- The Jeffersons (1980)
- Galactica 1980 (1980)
- B. J. and the Bear (1979)
- Mork & Mindy (1978)
- The Incredible Hulk (1978)
- Chico and the Man (1978)
- Raíces (1977)
- Gunsmoke (1975)
- The Waltons (1974)